# Edge of Darkness (1943)
Edge of Darkness (br: Revolta!) é um filme estadunidense de 1943 dirigido por Lewis Milestone, e estrelado por Errol Flynn, Ann Sheridan e Walter Huston. O enredo é baseado em um roteiro escrito por Robert Rossen, que foi adaptado do romance homônimo de 1942 de William Woods.

## Elenco
- Errol Flynn ...Gunnar Brogge
- Ann Sheridan ...Karen Stensgard
- Walter Huston ...Dr. Martin Stensgard
- Nancy Coleman ...Katja
- Helmut Dantine ...Captain Koenig
- Henry Brandon ...Major Ruck, agente secreto
- Judith Anderson ...Gerd Bjarnesen
- Ruth Gordon ...Anna Stensgard
- John Beal ...Johann Stensgard
- Morris Carnovsky ...Sixtus Andresen
- Charles Dingle ...Kaspar Torgerson
- Roman Bohnen ...Lars Malken
- Richard Fraser ...Pastor Aalesen
- Art Smith ...Knut Osterholm